# Mendelssohn-Stipendium
Das Mendelssohn-Stipendium war ein bekanntes Stipendium des Ministeriums für Kultur, der Deutschen Akademie der Künste und des Verbandes Deutscher Komponisten und Musikwissenschaftler der DDR, welches ab 1963 jährlich als gesellschaftliche Würdigung für herausragendes solistisches Wirken verliehen wurde.
Es galt als Wiedereinrichtung des von 1856 bis 1934 existierenden und von den Nationalsozialisten beschlagnahmten Mendelssohn-Stipendiums für begabte Musikstudenten. Jenes fungierte als Auslandsstipendium, vorzugsweise am Leipziger Konservatorium. Der Bankier Ernst von Mendelssohn-Bartholdy finanzierte es. Erster Stipendiat war Arthur Sullivan.

## Stipendiaten
- 1963 Hans-Christian Bartel
- 1964/65 Georg Katzer, Hans-Christian Bartel, Hermann Wolf, Almuth Brauer, Winfried Müller
- 1965/66 Almuth Brauer, Udo Zimmermann, Siegfried Thiele, Peter Sommer
- 1966/67 Udo Zimmermann
- 1967/68 Udo Zimmermann
- 1969 Peter Herrmann
- 1969/71 Rainer Lischka
- 1970/71 Siegfried Lorenz, Peter Wöpke
- 1971/72 Christian Kluttig, Rolf-Dieter Arens, Wilfried Krätzschmar, Siegfried Lorenz, Helgeheide Schmidt
- 1972/73 Wilfried Krätzschmar
- 1973/74 Jürgen Knauer, Konrad Other, Peter Rohde, Armin Thalheim, Lothar Voigtländer, Andreas Wilhelm, Johannes Winkler
- 1974/75 Gabriele Kupfernagel, Rosemarie Lang, Gotthard Linicke, Thomas Bätz, Wolfgang Stendel, Matthus Kleemann
- 1975/76 Gabriele Kupfernagel, Carola Nossek-Brauns, Ralf-Carsten Brömsel, Thorsten Rosenbusch, Nothart Müller, Reinhard Wolschina
- 1976/77 Carola Nossek, Waldemar Wild, Nothart Müller, René Henriot, Reinhard Wolschina, Willy Focke
- 1977/78 Andrea Ihle-Störmer, Christoph Rösel, Erich Kruger, Manuel Schubrow, Dietmar Nawroth, Karl-Heinz Georgi
- 1978/79 Herbert Kleiner, Andreas Pistorius, Christoph Rösel, Walter Thomas Heyn, Dieter Kempe, Michael Stöckigt
- 1979/80 Angelika Lindner, Christian Dallmann, Claus Peter Flor, Christfried Göckeritz, Jan Trieder, Walter Thomas Heyn
- 1980/81 Christian Ehwald, Michael Erxleben, Egon Hellrung, Erich Markwart, Torsten Janicke, Roland Straumer
- 1981/82 Cornelia Wosnitza, Bernd Franke, Matthias Henneberg, Reinhard Seehafer, Susanne Grützmann, Kai Vogler
- 1982/83 Susanne Grützmann, Carola Nasdala, Sylvia Breul-Viertel, Olaf Bär, Thomas Widiger, Thomas Effner
- 1983/84 Olaf Bär, Michael Stöckigt, Mitglieder des Nasdala-Quartetts (Carola Nasdala, Andreas Schulik, Frank Strauch, Kleif Carnarius)
- 1984/85 Angela Liebold, Birgit Jahn, Romely Pfund, Michael Schönheit, Holger Sträube, Hartmut Wallborn
- 1985/86 Ulrike Azeroth, Bettina Denner-Deckelmann, Egbert Junghanns, Birgit Jahn, Rolf Fischer, Stefan Malzew
- 1986/87 Andreas David, Andre Eckert, Rudolf Hild, Antje Weithaas, Helmut Zapf, Mitglieder des Vogler-Quartetts (Tim Vogler, Frank Reinecke, Stefan Fehlandt, Stephan Forck)
- 1987/88 Olaf Henzold, Caspar René Hirschfeld, Antje Weithaas, Michael Sanderling, Christian Ockert, Steffen Schleiermacher
- 1988/89 Maria-Luise Ewald, Katrin Scholz, Heike Janicke, Undine Röhner, Wolfram Große, Rene Pape
- 1989/90 Iris Jess, Gudrun Reschke, Wolfram Große, Bodo Werner, Mathias Baier, Frank Raschke, Simone Zeisberg, Christiane Kliegel